# Genòmica
La genòmica és l'estudi del genoma d'un organisme i de la seva funció. El genoma d'un organisme és la seqüència d'ADN corresponent a un conjunt complet de cromosomes en un individu típic, incloent gens i ADN sense funció codificadora.
La genòmica es desenvolupà als anys 80 i sobretot als 90, amb els projectes de seqüenciació dels genomes de diverses espècies, inclòs el de l'home (completat el 2001). La genòmica té gran rellevància en diverses branques de la biologia. Per exemple, la comparació dels genomes d'espècies diferents aporta informació valuosa sobre l'evolució de les espècies (en aquest cas se sol seqüenciar l'ARN ribosòmic). En Medicina, es creu que la genòmica podria ser la base de molts mètodes de diagnòstic, i també podria generar nous tractaments per moltes malalties. Altres aplicacions són en agricultura i ramaderia (per exemple, organismes modificats genèticament).
Des d'un punt de vista tècnic, els principals mètodes i eines utilitzats en genòmica són la bioinformàtica, l'anàlisi genètica, mesures d'expressió de gens i determinació de funcions de gens.